# Masahiro Fukuda
Masahiro Fukuda (* 27. prosinec 1966) je bývalý japonský fotbalista.

## Reprezentace
Masahiro Fukuda odehrál 45 reprezentačních utkání. S japonskou reprezentací se zúčastnil Mistrovství Asie ve fotbale 1992.

## Statistiky
| Japonsko | Japonsko | Japonsko |
| Roky     | Záp.     | Góly     |
| -------- | -------- | -------- |
| 1990     | 5        | 0        |
| 1991     | 2        | 0        |
| 1992     | 8        | 3        |
| 1993     | 15       | 3        |
| 1994     | 0        | 0        |
| 1995     | 15       | 3        |
| Celkem   | 45       | 9        |